# 名古屋市瑞穗公園陸上競技場
名古屋市瑞穗公園陸上競技場（日语：名古屋市瑞穂公園陸上競技場），簡稱為瑞穗陸上競技場，是一座位於日本愛知縣名古屋市的綜合用途體育場。

## 历史
該體育場於1941年落成，期間已經過兩次修繕，目前是名古屋鯨魚的兩個主場之一（另一個則是豐田體育場），可容納27,000人。

## 外部連結
- （日語）Paloma瑞穗Sports Park官方網站 （页面存档备份，存于）
- （日語）名古屋鯨魚官方網站（页面存档备份，存于）